# Sindicat d'Obrers del Camp

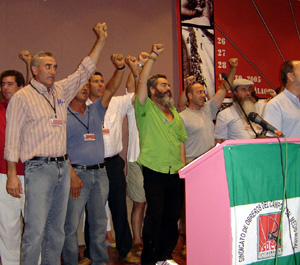
Diego Cañamero (camisa de ratlles), Juan Manuel Sánchez Gordillo (camisa verda) i altres membres del Comitè Executiu cantant l'himne d'Andalusia en acabar el IX Congrés del SOC

El Sindicat d'Obrers del Camp (SOC) (en castellà: Sindicato de Obreros del Campo, SOC) és un sindicat andalús que promou la defensa dels interessos dels jornalers sense terra d'aquesta comunitat autònoma d'Espanya. Té més arrelament a les províncies de Còrdova i Sevilla. Una part prové de l'antic sindicat maoista Confederació de Sindicats Unitaris de Treballadors (CSUT).
El SOC es pot considerar de tendència anarquista, perquè critica les eleccions sindicals. Segons l'Estatut dels Treballadors d'Espanya, només els empleats amb antiguitat tenen el dret de vot, per la qual cosa, segons el SOC, solament el 2% dels jornalers tindrien dret a votar, perquè els contractes són d'una durada molt curta. També es pot considerar com un sindicat nacionalista andalús, ja que als estatuts defineix Andalusia com a nació. El sindicato ha arribat a acords amb sindicats nacionalistes d'altres comunitats autònomes per a la protecció de jornalers andalusos arreu i s'ha afiliat amb l'ONG mundial La Via Campesina.
El secretari general és Diego Cañamero. Altres dirigents històrics són Juan Manuel Sánchez Gordillo (alcalde de Marinaleda), Francisco Casero i Salvador Távora.